# NIC-67
La NIC-67  es una importante carretera nacional clasificada como colectora secundaria en Nicaragua. Esta vía comienza en el Oeste en San Miguelito en el Departamento de Río San Juan y culmina en el Este en la NIC-25A en el Empalme San Miguelito, departamento de Río San Juan.

## Extensión
Con una extensión de 37,52 millas (60,4 km), la NIC-67 juega un rol clave en la conectividad y transporte de la región.